# Šo'eva
Šo'eva (hebrejsky שׁוֹאֵבָה‎, v oficiálním přepisu do angličtiny Sho'eva) je vesnice typu mošav v Izraeli, v Jeruzalémském distriktu, v Oblastní radě Mate Jehuda.

## Geografie
Leží v nadmořské výšce 613 metrů na zalesněných svazích Judských hor v Jeruzalémském koridoru. Jižně od vesnice spadá terén do hlubokého údolí vodního toku Nachal Ksalon. Na severozápadní stranu od vesnice se do okolního terénu zařezává údolí vádí Nachal Nachšon, které dál po proudu uzavírá strategická soutěska Ša'ar ha-Gaj. Údolí na severní straně lemuje hřbet Šluchat Mišlatim.
Obec se nachází 38 kilometrů od břehu Středozemního moře, cca 42 kilometrů jihovýchodně od centra Tel Avivu a cca 15 kilometrů západně od historického jádra Jeruzalému. Šo'evu obývají Židé, přičemž osídlení v tomto regionu je etnicky převážně židovské. Pouze 3 kilometry východně odtud leží město Abu Goš, které obývají izraelští Arabové stejně jako nedaleké vesnice Ajn Nakuba a Ajn Rafa.
Šo'eva je na dopravní síť napojena pomocí lokální silnice číslo 3955, která zde ústí do dálnice číslo 1, jež probíhá po severním okraji obce a spojuje Jeruzalém a Tel Aviv.

## Dějiny
Šo'eva byla založena v roce 1950. Novověké židovské osidlování tohoto regionu začalo po válce za nezávislost tedy po roce 1948, kdy Jeruzalémský koridor ovládla izraelská armáda a kdy došlo k vysídlení většiny zdejší arabské populace. Západně od nynějšího mošavu se do roku 1948 rozkládala arabská vesnice Saris. Nacházela se tu také jedna z přečerpávacích stanic, které vedly vodu z oblasti u dnešního města Roš ha-Ajin do Jeruzalému. V arabské vesnici Saris stála mešita a budova základní chlapecké školy. Roku 1931 žilo v Saris 470 lidí v 114 domech. Izraelci byl Saris dobyt v dubnu 1948. Místní obyvatelstvo již předtím uprchlo pod dojmem masakru v Dejr Jásin. Zástavba pak zcela zbořena, s výjimkou areálu hřbitova.
Ke zřízení mošavu došlo 13. března 1950. Jeho zakladateli byli Židé z Íránu. Podle jiného zdroje Židé z Jemenu. Ti se zde ale neudrželi a roku 1952 byla vesnice opuštěna. Nově byla osídlena roku 1959 stoupenci hnutí me-ha-Ir le-kfar (מהעיר לכפר) - „Z města na vesnici“.
V 90. letech 20. století prošla vesnice stavebním rozšířením.

## Demografie
Podle údajů z roku 2013 tvořili naprostou většinu obyvatel v Šo'evě Židé (včetně statistické kategorie "ostatní", která zahrnuje nearabské obyvatele židovského původu ale bez formální příslušnosti k židovskému náboženství).
Jde o menší obec vesnického typu s dlouhodobě rostoucí populací. K 31. prosinci 2013 zde žilo 609 lidí. Během roku 2013 populace klesla o 1,9 %.
| Rok            | 1961 | 1972 | 1983 | 1995 | 2001 | 2003 | 2004 | 2005 | 2006 | 2007 | 2008 | 2009 | 2010 | 2011 | 2012 | 2013 |
| -------------- | ---- | ---- | ---- | ---- | ---- | ---- | ---- | ---- | ---- | ---- | ---- | ---- | ---- | ---- | ---- | ---- |
| Počet obyvatel | 168  | 194  | 301  | 341  | 362  | 429  | 468  | 493  | 514  | 531  | 538  | 578  | 563  | 603  | 621  | 609  |